# Bhinggithe
Bhinggithe (nep. भिमगिठे) – gaun wikas samiti w zachodniej części Nepalu w strefie Dhawalagiri w dystrykcie Baglung. Według nepalskiego spisu powszechnego z 2011 roku liczył on 1186 gospodarstw domowych i 5791 mieszkańców (3208 kobiet i 2583 mężczyzn).